# Iluminación merovingia

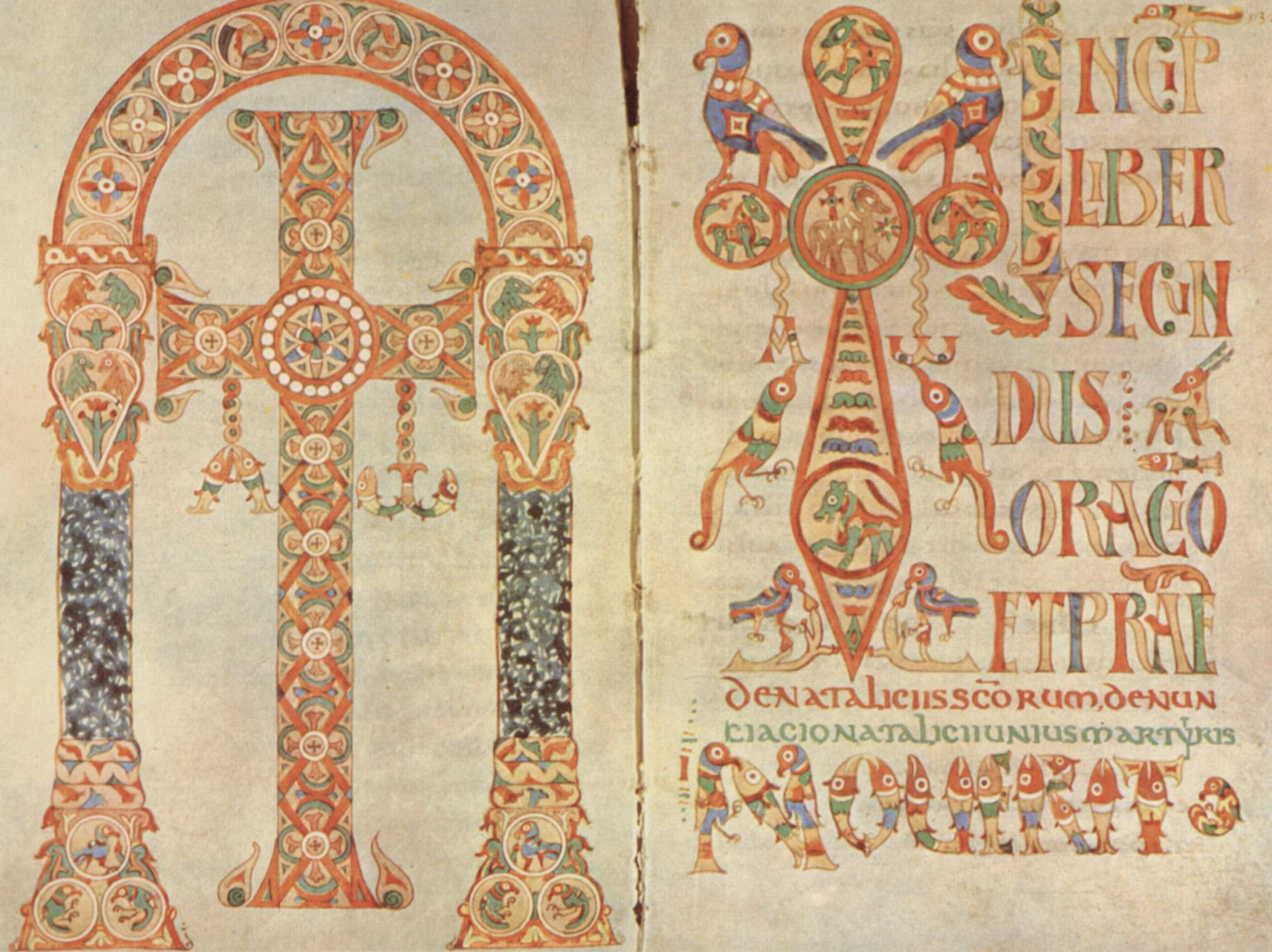
Bifolio del Sacramentario Gelasiano.

La iluminación merovingia se refiere a todos los manuscritos iluminados durante la época de los reinados de la dinastía merovingia, entre el siglo VI y finales del siglo VIII, en la zona de los Reinos francos.
El patrimonio cultural del período merovingio, que precede y, en cierta medida, prefigura el renacimiento carolingio, es particularmente digno de mención en el campo de los manuscritos pintados. Diferentes scriptoria, en particular en Laón, Luxeuil o Corbie, producen manuscritos lujosos con evidentes similitudes estilísticas (motivos orientales y coptos, elementos geométricos o zoomorfos). Todo esto permite hablar de la iluminación merovingia como un todo artístico coherente, llegando algunos historiadores del arte a hablar, incluso, de una verdadera «escuela merovingia».

## Contexto histórico
La mayoría de historiadores coinciden en situar la etapa merovingia entre dos fechas muy precisas: el ascenso al trono de Clodoveo (c. 466-511) en 482, y el golpe de Estado de Pipino el Breve (alrededor de 715-768) en 751.
El nombre de la dinastía viene de Meroveo (fallecido hacia 458), rey de los francos salios, padre de Childerico I (hacia 436 - hacia 481), que era a su vez padre de Clodoveo I. En 486, Clovis obtuvo la victoria de Soissons sobre Afranio Siagrio. Se instaló en París. Su conversión al cristianismo le supuso el apoyo de la Iglesia, que temía el arrianismo, adoptado por los visigodos y los borgoñones. En 507, con la victoria de Vouillé sobre Alarico II, rey de los visigodos, Clovis sometió esta parte de la Galia entre el Loira y los Pirineos.
Sus cuatro hijos, Teodorico I (hacia 485-534, rey de Reims, - Clodomiro (hacia 495-558), rey de Orleans - Clotario I (hacia 497-561, rey de Soissons, más tarde de París, y finalmente rey de Los francos someten los borgoñones (534), luego Provenza (536). El Regnum Francorum (Reino de los Francos), que incluye la Galia, el norte de Italia y parte de Alemania, se convierte en una potencia importante contra Bizancio.
La costumbre franca de repartir el reino entre los hijos del soberano pone en riesgo la integridad del territorio. Pero, en general, uno de los hijos porta siempre el título de Rex Francorum (rey de los francos), y la capital París queda excluida de los repartos: así mantiene siempre una unidad. Además, a pesar de los conflictos internos, las fronteras del reino siempre han estado defendidas contra la agresión extranjera. A pesar de ello, el reino merovingio finalmente se dividió en cuatro partes: al noroeste, Neustria, al noreste, Austrasia, al suroeste, Aquitania y finalmente a Borgoña centrada en el corredor del Ródano.
Los Pipinidas unifican el norte. Sus descendientes, los carolingios, fundarían un nuevo imperio incluso mayor que el Regnum Francorum.

## La vida religiosa

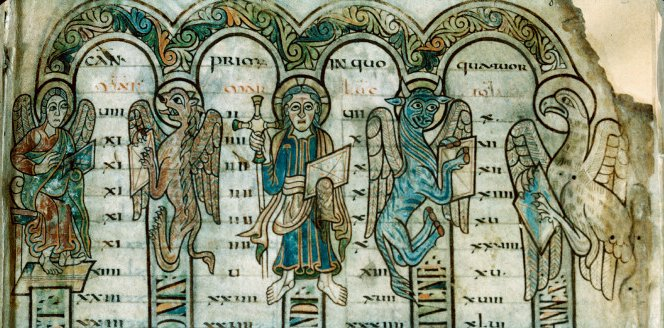
Símbolos de los evangelistas. Finales del VIII VIII siglo.

La vida religiosa se organiza alrededor de dos centros: las ciudades episcopales, donde el obispo desempeña tanto el poder espiritual como el terrenal, y los monasterios fundados por monjes irlandeses e ingleses. Los obispos son, en ese momento, cada vez más ambiciosos, poderosos y ricos sin poder detener la decadencia intelectual en la que la cultura latina clásica es la primera víctima.
Con excepción de algunos centros urbanos donde el pensamiento permanece vivo, como Laón, son los monasterios los que aseguran la copia de los libros para salvar al menos la cultura cristiana. Este arte es de origen insular: San Colombano (540 aprox. - 615), procedente de Irlanda con doce monjes, se instala en los Vosgos hacia 590 donde construye el monasterio de Luxeuil. Junto a su fe misionera, el arte de su isla natal se extendió por todo el Regnum Francorum.
Las formas irlandesas confluirán con las procedentes del norte de Italia ya que los merovingios extenderán su poder hasta la Lombardía). De este modo, el monasterio de Luxeuil se convertirá no sólo en un centro de producción de manuscritos iluminados, sino también en un centro de distribución de libros procedentes de Italia, donde San Columbano había fundado el monasterio de Bobbio en el año 612.

## Características

### Tipos de manuscritos
Los manuscritos confeccionados en esta época se destinan esencialmente a la práctica del culto dentro de los monasterios y no a la evangelización de las poblaciones. Los evangeliarios son, por tanto, más raros que los misales, los sacramentarios, los leccionarios, etc., al menos entre los manuscritos iluminados. También son privilegiados los libros de los padres de la Iglesia como San Agustín o San Gregorio.

### Los adornos
El estilo de estas iluminaciones es esencialmente ornamental, y las representaciones de la figura humana son extremadamente raras; sólo ocurren al final del período. Varios tipos de ornamentos habituales se encuentran en los manuscritos merovingios.
Los manuscritos no contienen grandes iniciales ocupando una página completa, pero el texto generalmente comienza con una letra inicial integrada o un título decorado, acompañado de arcos que enmarcan el texto. El sacramental gelasiano contiene así al comienzo de cada parte del misal una gran portada que enmarca el texto.
Se tiene especial cuidado con la caligrafía del texto. Mientras que los artistas insulares dibujan a mano alzada los arabescos y las tracerías de las grandes páginas de sus libros, los artistas merovingios utilizan sistemáticamente la regla y el compás para trazar las iniciales. Y, a veces, incluso, varias palabras enteras del texto están decoradas con motivos vegetales y animales (especialmente pájaros y peces) que se mezclan con motivos geométricos abstractos. Progresivamente, estos animales abandonan su forma geométrica para adoptar cada vez más la apariencia de animales reales. En algunos manuscritos aparecen las primeras iniciales zoomorfas y antropomorfas de la historia de la iluminación. Son letras que no sirven de marco para la representación de un animal o de un ser humano, sino que están constituidas por uno o más de estos seres formando la letra o sus diversas partes. Por ejemplo, en el fol. 132 del Sacramentarium Gelasianum, las letras de la palabra «NOVERIT» consisten en aves y peces. El artista encargado de estas decoraciones solía ser el mismo copista del texto.
El motivo cristiano casi omnipresente es la cruz. A veces cubre una página completa, a veces integrada en una página de alfombra, como en los manuscritos irlandeses.

### Las primeras representaciones humanas
Si los personajes aparecen hacia el final de este período, no se trata propiamente de iluminaciones historiadas, es decir, que representan una escena tomada de la Biblia. El primer manuscrito aún conservado que contiene representaciones humanas es el Sacramentario de Gellone. Los retratos de evangelistas se encuentran por primera vez en el Evangeliario de Gundoino.

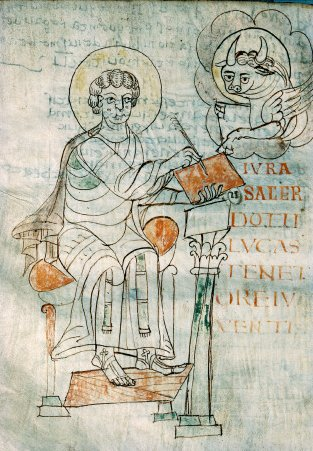
Saint Luc et son symbole. Autun, Ms.5, f.94v.
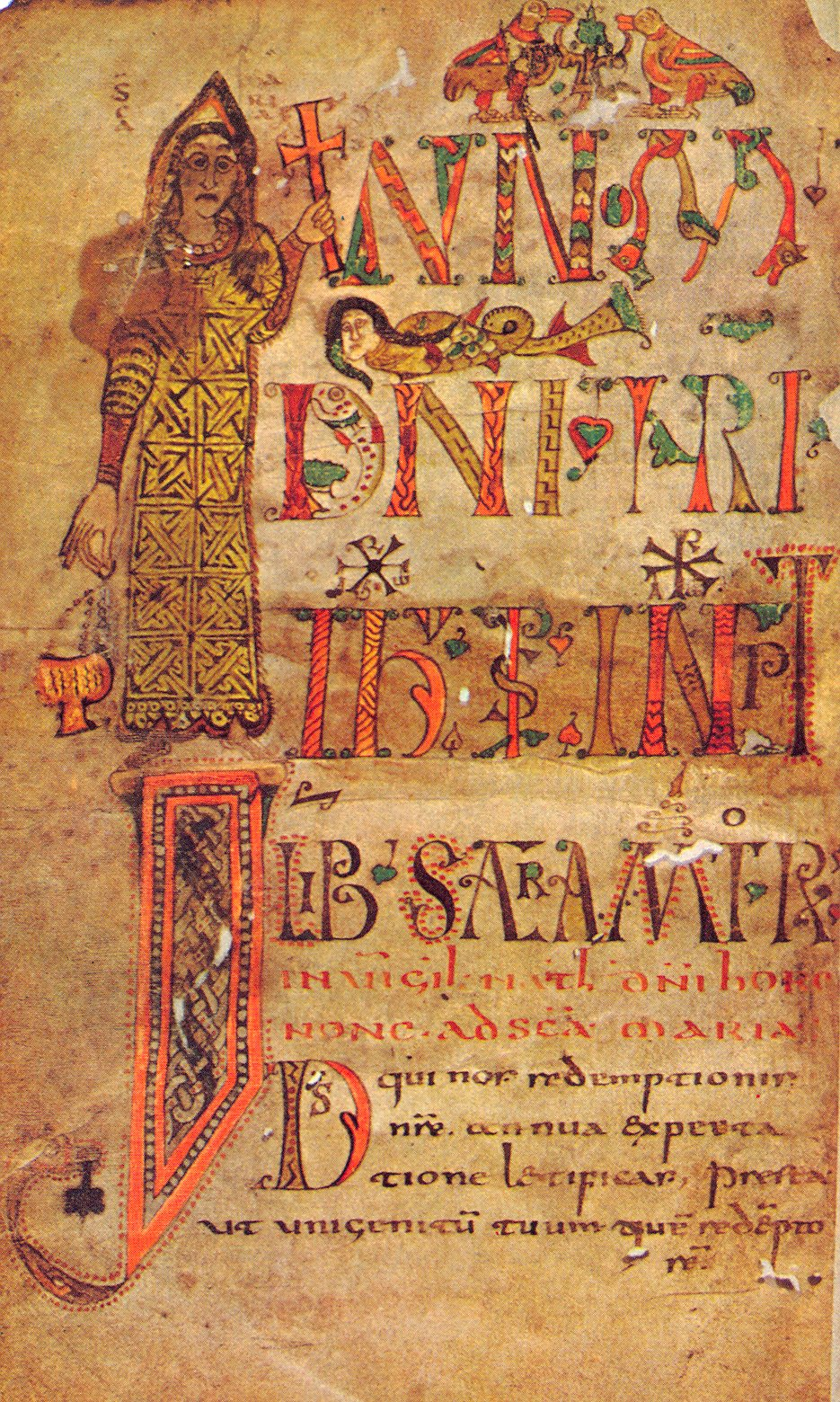
Folio 1 verso du Sacramentaire de Gellone.

### Influencias y fuentes de inspiración
La influencia bizantina se deja sentir con frecuencia. Algunos historiadores han propuesto la hipótesis de que los iluminadores merovingios a veces tomaban como modelo los motivos encontrados en telas orientales que tenían reliquias envueltas. El Sacramentario de Gellone, por ejemplo, parece en ciertos aspectos muy cercano a los libros bizantinos.
Varios centros también están influenciados por la iluminación insular. Varias abadías, fundadas por abades procedentes de Irlanda o de Northumbria, fueron lugares de elaboración de manuscritos mezclando ambos estilos y, a veces, de artistas venidos de las islas y del continente. Este es el caso especialmente de la Abadía de Echternach, donde se redactó el Evangeliario de Tréveris hacia el año 700-750. El estilo que se desarrolla allí a veces se denomina franco-sajón.

## Centros de producción y manuscritos famosos.
Con algunas excepciones, la ubicación exacta del lugar de producción de los manuscritos merovingios no es segura y, es objeto frecuente de cuestión y debate.

### Laón
Esta sede episcopal, fundada por San Remi a principios del siglo VI, es una excepción notable entre otras al declive cultural de las ciudades. Siempre dominada por sus obispos, Laón siguió siendo, durante el período merovingio y carolingio, un centro artístico e intelectual vivo, y en particular la abadía columbana de San Vicente de Laón.
Manuscritos principales:
- Quaestiones in Heptateuchon de San Agustín (Biblioteca Nacional).
- códices 137 y 423 (Biblioteca de Laon).[9]

### Monasterio de Luxeuil
En 590, San Columbano fundó el monasterio de Luxeuil en los Vosgos. El scriptorium de esta abadía adquirió algunas décadas más tarde una gran reputación por su calidad. Saqueada y devastada por los sarracenos, que acabaron con todos los monjes en el 731 o 732, la abadía fue relevada por Carlomagno que la confía a los benedictinos. Este cenobio dio nombre a una escritura particular, sin que sea posible determinar con certeza si pudo haber sido creada en su scriptorium. Se encuentra en varios manuscritos cuyo lugar de confección sigue siendo controvertido:
- En Epistolam Joannis ad Parthos tractatus decem Agustín de Hipona, fechado c.669, Biblioteca Pierpont Morgan (M.334).[10]
- Leccionario llamado Luxeuil, Biblioteca Nacional, Lat. 9427.
- Missale Gothicum, sacramentario producido alrededor del año 700 . Vaticano, Reg. Lat. 317.
- Codex Ragyntrudis, textos de los Padres de la Iglesia, Biblioteca de la Catedral de Fulda ( Hesse, Alemania ).
- Obras de San Agustín, hacia 730, actualmente en la Herzog August Bibliothek en Wolfenbüttel (Baja Sajonia, Weissenburg 99, Alemania).

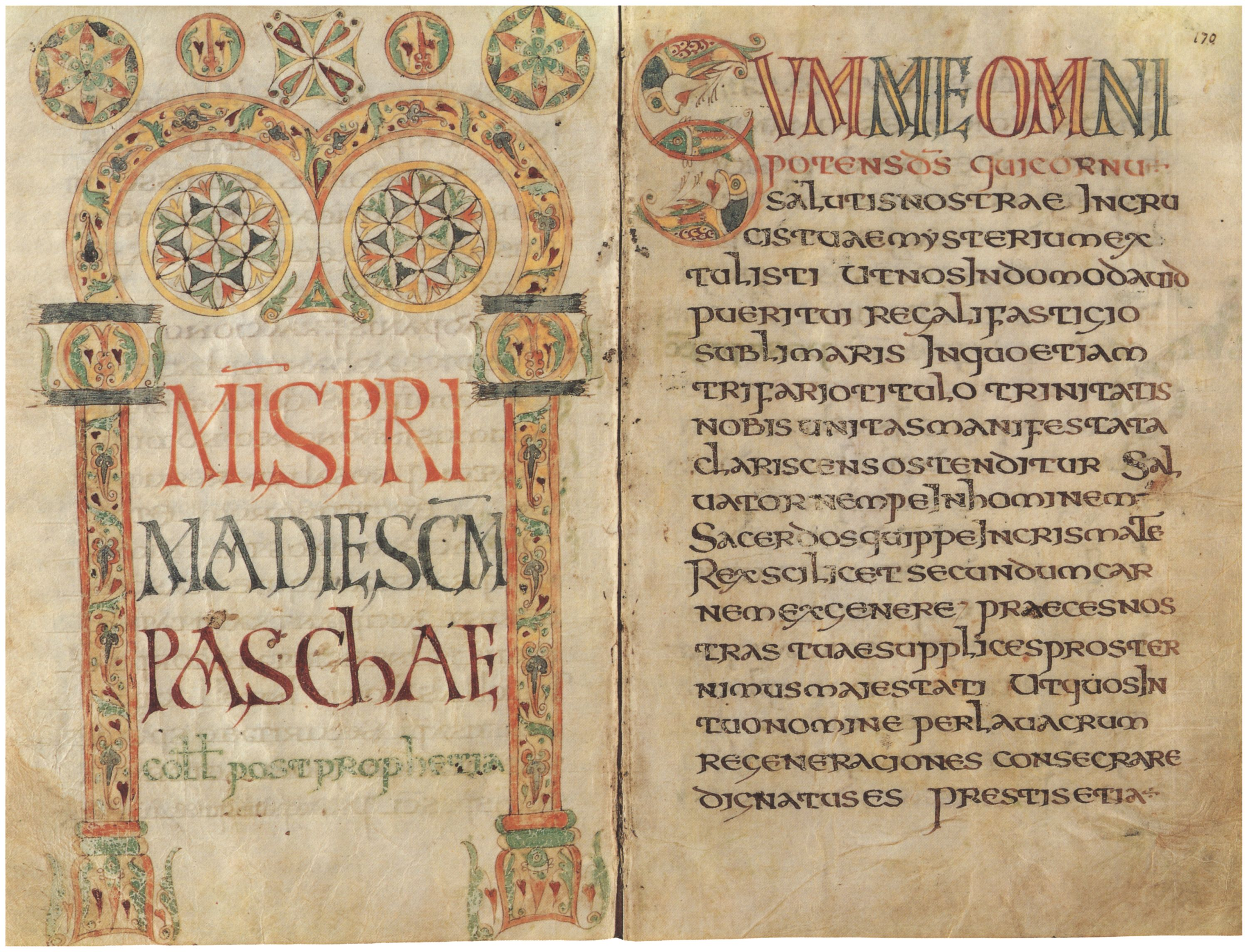
Missale Gothicum
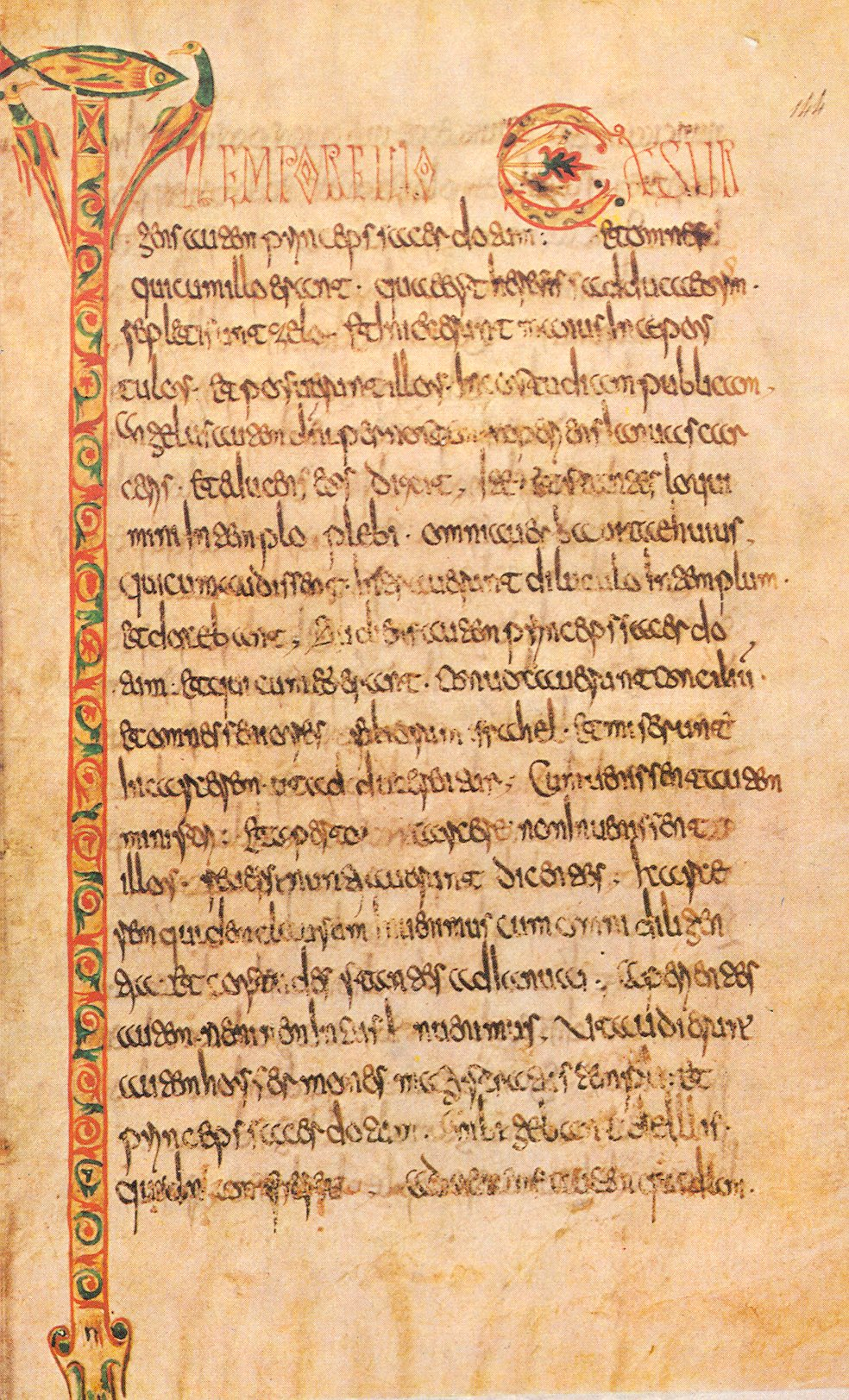
Lectionnaire de Luxeuil, f.144

### Corbie
Situada en Somme, cerca de Amiens, la abadía fue fundada por Santa Batilde. Los manuscritos producidos in situ utilizan menos animales pero más adornos como la "diana" (un círculo con un punto en el medio). Desde mediados del siglo VIII, encontramos cada vez más entrelazados como motivo ornamental. Los manuscritos principales:
- Comentario a Ezequiel de San Gregorio (2º cuarto del siglo VII. Biblioteca de San Petersburgo (QVI14).[12]
- Regla de San Basilio, hacia 700. Libro conservado en la Biblioteca Nacional Rusa en San Petersburgo.
- Hexamerón atribuido a San Ambrosio,[13] 2ª mitad del siglo VIII, Biblioteca Nacional de Francia.
- Un manuscrito de La exposición mística sobre el Cantar de los Cantares de Justo de Urgel, c. 700, Biblioteca Vallicelliane, Roma (B.62).

### Chelles
Chelles, en Sena y Marne, fue la sede de un palacio merovingio. En 584, Chilperico I fue asesinado allí por orden del mayordomo de palacio, amante de Fredegunda, la esposa del rey. Santa Clotilde fundó una primera abadía de monjas en el siglo VI. Fue reconstruido en el siglo VII por Santa Batilda, esposa de Clodoveo II. El historiador Bernard Bischoff ha demostrado que nueve monjas de esta abadía, cuyos nombres son conocidos, copiaron e iluminaron a finales de la era merovingia tres manuscritos para el archicapellán de Carlomagno, el obispo Hildebaldo de Colonia. Estas son los mss. 63, 65, 67, de finales de siglo VIII, ahora conservados en la biblioteca de la catedral de Colonia.

### Abadía de Saint Denis
El scriptorium de la abadía de Saint-Denis, protegido por Carlos Martel y Pipino el Breve, es, según algunos historiadores, quizás el lugar de producción de uno de los manuscritos iluminados merovingios más célebres: el Sacramentario Gelasiano que registra las transformaciones de la liturgia debidas a San Gelasio (Biblioteca Apostólica Vaticana, Reg. Lat. 316).

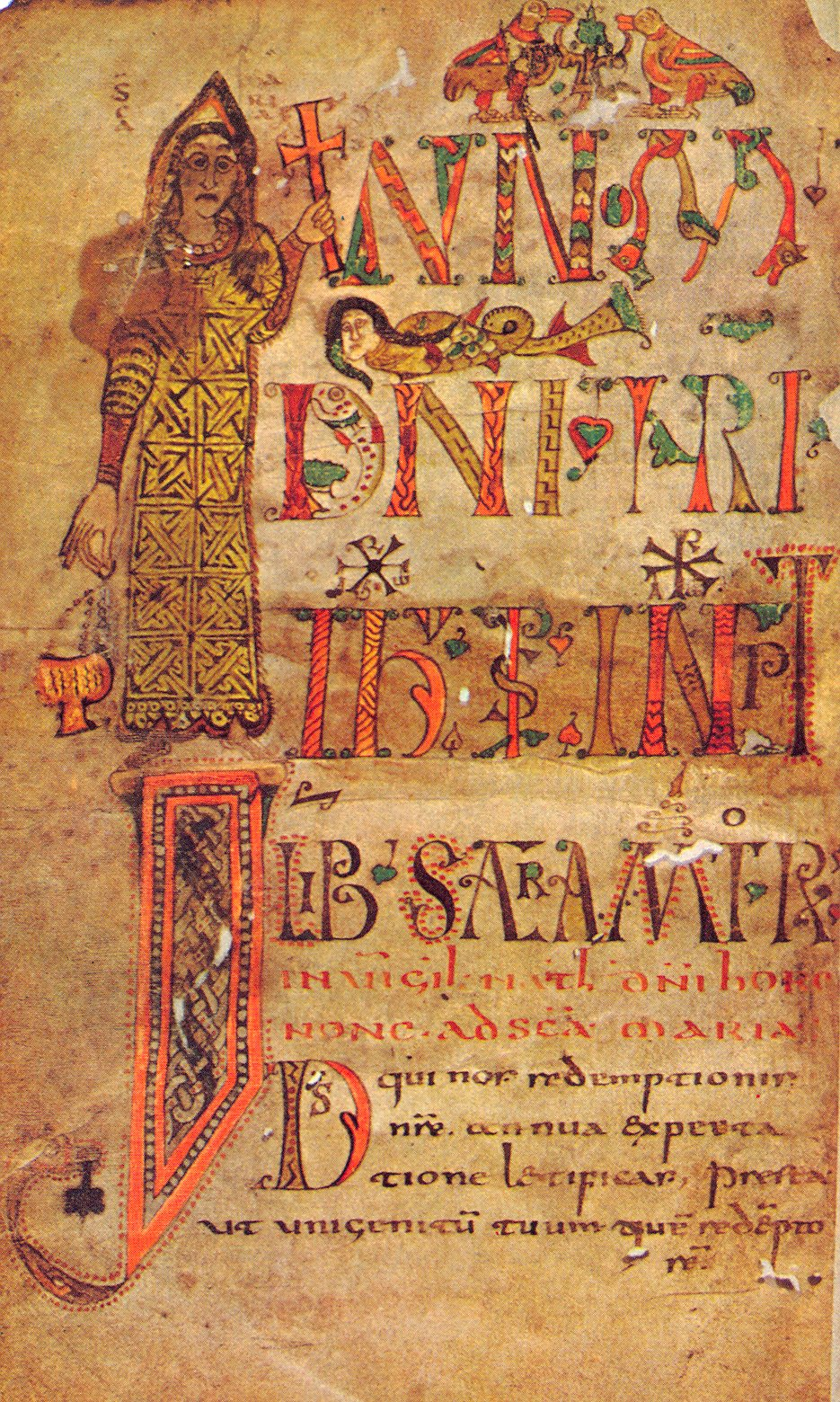
Folio 1v del sacramentario de Gellone.

### El Sacramentario de Gellone
El Sacramentario de Gellone (que toma su nombre de Guillermo I de Tolosa o Gellone, nieto, por parte de madre, de Carlos Martel y, por tanto, primo de Carlomagno) está conservado en la Biblioteca Nacional de Francia (ms. Latin 12048). Fue, sin duda, regalado por Carlomagno a Guillermo. El libro es teológicamente significativo porque su aparición es contemporánea con el retorno a la liturgia romana en Septimania, donde los visigodos habían impuesto a su vez los ritos de la Iglesia de Hispania. Los nuevos ritos fueron los definidos por los papas Gelasio I y Gregorio I Tras un análisis paleográfico, varios indicios sugieren que procede de un doble monasterio de la diócesis de Meaux.